# تباه‌کننده
تباه‌کننده (انگلیسی: Spoiler) فیلمی آمریکایی در سبک اکشن و علمی-تخیلی محصول سال ۱۹۹۸ است. داستان فیلم در نیویورک، در آینده‌ای دور رخ می‌دهد. در این فیلم گری دنیلز و مگ فاستر به ایفای نقش پرداخته‌اند.

## داستان
راجر میسون (گری دنیلز) در زندانی با امنیت بالا در آینده محسور است. وی دست از جان شسته به دنبال فرار و دیدن دخترش است اما تک تک تلاش‌هایش برای فرار، یکی پس از دیگری ناکام می‌مانند. از آنجا که مجازات‌های او شامل منجمد شدن در حالت زیست تعویقی برای چندین سال می‌شود، در حالی که دخترش بزرگ می‌شود، سن او ثابت می‌ماند. با بیشتر شدن مدت زمان حبس او امید او برای آزادی کمرنگ و کمرنگ‌تر می‌شود.

## پخش در ایران
این فیلم با عنوان فراری توسط شرکت جهان تصویر در نیمه اول دهه ۱۳۸۰ در تهران و دیگر شهرها منتشر شد.